# Shared Source
Unter dem Namen Shared Source führt die Firma Microsoft Softwarelizenzen, die Einblicke in den Quelltext ermöglichen. Das Shared-Source-Programm wurde 2001 als Reaktion auf den Erfolg von freien Open-Source-Projekten, insbesondere unter der GNU General Public License (GPL), ins Leben gerufen.

## Konzept
Microsoft gibt seinen Lizenznehmern das Recht, Einblick in den urheberrechtlich geschützten Quelltext seiner Software zu nehmen. Mit dem „Government Security Program“ (GSP) – ein Teil der „Shared Source Initiative“ – will Microsoft das angeschlagene Vertrauen der Regierungen in seine proprietären Produkte verbessern. Laut Microsoft sei Open Source eine Gefahr für die gesamte Software-Branche, wogegen die firmeneigene „Shared-Source“-Lizenz eine ausgewogene Balance zwischen Anwendern und Softwarehersteller darstelle.
Nach einer Neuorganisierung der Shared-Source-Lizenzen gewähren einige dieser Lizenzen nun erheblich mehr Freiheiten.

## Lizenzen
- Microsoft Reference License
- Microsoft Limited Reciprocal License (Ms-LRL)
- Microsoft Public License (Ms-PL)
- Microsoft Reciprocal License (Ms-RL)

## Shared Source als Open Source

### Kritik
Die ersten Shared-Source-Lizenzen wurden von der freien Softwaregemeinde heftig kritisiert, da diese zwar Einblicke in den Quellcode gewährten, jedoch alle Rechte über Änderungen bei Microsoft verblieben.
Eric S. Raymond von der Open-Source-Initiative fasst Microsofts Philosophie der „Shared Source“ folgendermaßen zusammen: „Man muss für das Privileg bezahlen, die Quelltexte der Software zu sehen. Wer Verbesserungen einbringt, wird dafür weder bezahlt noch erhält er irgendwelche Rechte an seinen Verbesserungen. Und wenn jemand versucht, zu verwenden, was er beim Fixen Microsoftscher Bugs gelernt hat, verstößt er gegen Microsofts Rechte an dessen geistigen Eigentum.“ Kurzum: „Was uns gehört, bleibt unser. Und wenn du bei Shared Source kooperierst, wird dein Beitrag auch uns gehören.“

### OSI Zertifizierung
Diese Kritik galt später nur noch einigen dieser Lizenzen z. B. der Microsoft Reference License, welche nicht bei der Open Source Initiative eingereicht wurden. Die Free Software Foundation Europe äußerte sich nach einer flüchtigen Analyse dahingehend, dass die Microsoft Permissive License und Microsoft Community Licences möglicherweise die Bedingungen für freie Software erfüllen könnten. Und tatsächlich wurden diese auch, nach einer Überarbeitung und Umbenennung in Microsoft Public License und Microsoft Reciprocal License von der OSI zertifiziert. Auch Debian, welcher die Lizenzen mit seiner Debian Free Software Guidelines noch strenger beurteilt, nimmt Programme die unter der Ms-PL stehen auf. Die Limited-Versionen der Lizenzen (z. B. Microsoft Limited Permissive License) schränken die Benutzung auf die Windowsplatform ein, so dass diese nicht als FLOSS-Lizenz akzeptiert werden.

## Beispiele
Das Computerspiel Allegiance ist ein Beispiel für eine Software, welche unter einer Shared Source erfolgreich freigegeben wurde. Beim End of life des Produkts im Jahre 2004 wurde es der Fangemeinde ermöglicht zukünftig den Support selbst zu leisten, indem der Quelltext unter der Microsoft Research Shared Source-Lizenz  nicht-kommerziell freigegeben wurde. Damit übernahm die Spielergemeinschaft den Support und die Weiterentwicklung des Spiels im Rahmen des FreeAllegiance-Projekts, welche bis heute anhält.
Ein weiteres Beispiel ist das Strategiespiele MechCommander 2 zu welchem 2006 der Quellcode als Shared Source freigegeben wurde.